# Francisco de Paula Rodrigues
Francisco de Paula Rodrigues (Sobral, 19 de outubro de 1863 - Fortaleza, 11 de março de 1953) foi médico oftalmologista e político brasileiro.

## Biografia
Nasceu em Sobral, o terceiro dos sete filhos do conselheiro Antônio Joaquim Rodrigues Júnior e de Maria Luísa de Paula Pessoa. Pelo lado materno, era neto do senador Francisco de Paula Pessoa. Após concluir o curso de humanidades, seguiu para o Rio de Janeiro, onde se matriculou na Faculdade de Medicina, formando-se em 1888.
Dedicando-se à área da oftalmologia, mereceu ser chefe de clínica do professor Louis de Wecker, de Paris, e de Moura Brasil. Clinicou por algum tempo na Capital Federal, onde foi o presidente do Centro Cearense. Depois transferiu-se para Fortaleza, como médico humanitário, logo angariando à simpatia popular. Assim entrou para a vida pública, eleito deputado estadual em diversas legislaturas. Foi presidente da Assembleia Legislativa do Ceará entre 1924 e 1925.
Foi um dos fundadores e Membro do Conselho Diretor da Sociedade Mantenedora da Escola de Agronomia do Ceará, em 1919. Em 1930, presidiu a Associação Rural do Ceará e foi sócio benemérito do Instituto do Ceará.
Como político de ideias liberais, fez dura oposição ao governo do desembargador Moreira da Rocha, responsabilizando-o pela fama que o Ceará adquiriu de asilo de criminosos.
Faleceu aos 89 anos em sua residência, em Fortaleza. Como nunca se casou nem teve filhos, deixou todos os seus bens para seu sobrinho, Egberto de Paula Rodrigues.